# Конкау (Калифорнија)
Конкау (енгл. Concow) насељено је место без административног статуса у америчкој савезној држави Калифорнија.

## Демографија
По попису из 2010. године број становника је 710, што је 385 (-35,2%) становника мање него 2000. године.
| Група             | 2000.       | 2010.       |
| Белци             | 966 (88,2%) | 589 (83,0%) |
| Афроамериканци    | 10 (0,9%)   | 0 (0,0%)    |
| Азијати           | 2 (0,2%)    | 5 (0,7%)    |
| Хиспаноамериканци | 52 (4,7%)   | 56 (7,9%)   |
| Укупно            | 1.095       | 710         |